# Chauhali
Chauhali (en bengali : চৌহালি) est une upazila du Bangladesh dans le district de Sirajganj. En 1991, on y dénombrait 108 459 habitants.